# Bầu cử tổng thống Moldova 2024
Bầu cử tổng thống Moldova 2024 (tiếng Romania: Alegeri prezidențiale în Republica Moldova, 2024) được tổ chức vào tháng 11 năm 2024 tại Moldova. Tổng thống đương nhiệm Maia Sandu tái đắc cử.

## Hệ thống bầu cử

### Điều kiện ứng cử viên
Theo Điều 78, khoản 2 của Hiến pháp Moldova xác định bốn điều kiện mà một ứng cử viên cho chức vụ tổng thống:
- Công dân có quốc tịch Moldova.
- Độ tuổi là 40 trở lên.
- Thường trú tại Moldova tối thiểu 10 năm
- Có khả năng nói được ngôn ngữ bản xứ.

Điều 80 của Hiến pháp cũng quy định giới hạn nhiệm kỳ: Một cá nhân không phục vụ quá 2 nhiệm kỳ liên tiếp.

## Kết quả
| Ứng cử viên                                                                             | Ứng cử viên                  | Đảng                                                 | Vòng đầu  | Vòng đầu | Vòng hai  | Vòng hai |
| Ứng cử viên                                                                             | Ứng cử viên                  | Đảng                                                 | Phiếu bầu | %        | Phiếu bầu | %        |
| --------------------------------------------------------------------------------------- | ---------------------------- | ---------------------------------------------------- | --------- | -------- | --------- | -------- |
|                                                                                         | Maia Sandu                   | Độc lập (PAS)                                        | 656.852   | 42.49    | 930.238   | 55.35    |
|                                                                                         | Alexandr Stoianoglo          | Độc lập (Đảng Xã hội chủ nghĩa)                      | 401.215   | 25.95    | 750.370   | 44.65    |
|                                                                                         | Renato Usatîi                | Đảng của Chúng tôi                                   | 213.169   | 13.79    |           |          |
|                                                                                         | Irina Vlah                   | Độc lập                                              | 83.193    | 5.38     |           |          |
|                                                                                         | Victoria Furtună             | Độc lập                                              | 68.778    | 4.45     |           |          |
|                                                                                         | Vasile Tarlev                | Đảng Tương lai của Moldova hợp tác với Đảng Cộng sản | 49.316    | 3.19     |           |          |
|                                                                                         | Ion Chicu                    | Đảng Phát triển và Củng cố                           | 31.797    | 2.06     |           |          |
|                                                                                         | Octavian Țîcu                | Khối Vĩnh cửu                                        | 14.326    | 0.93     |           |          |
|                                                                                         | Andrei Năstase               | Độc lập                                              | 9.946     | 0.64     |           |          |
|                                                                                         | Natalia Morari               | Độc lập                                              | 9.444     | 0.61     |           |          |
|                                                                                         | Tudor Ulianovschi            | Độc lập                                              | 7.995     | 0.52     |           |          |
| Tổng cộng                                                                               | Tổng cộng                    | Tổng cộng                                            | 1.546.031 | 100.00   | 1.680.608 | 100.00   |
|                                                                                         |                              |                                                      |           |          |           |          |
| Phiếu bầu hợp lệ                                                                        | Phiếu bầu hợp lệ             | Phiếu bầu hợp lệ                                     | 1.546.031 | 98.82    | 1.680.608 | 98.86    |
| Phiếu bầu không hợp lệ/trống                                                            | Phiếu bầu không hợp lệ/trống | Phiếu bầu không hợp lệ/trống                         | 18.464    | 1.18     | 19.337    | 1.14     |
| Tổng cộng phiếu bầu                                                                     | Tổng cộng phiếu bầu          | Tổng cộng phiếu bầu                                  | 1.564.495 | 100.00   | 1.699.945 | 100.00   |
| Cử tri phiếu bầu đã đăng ký                                                             | Cử tri phiếu bầu đã đăng ký  | Cử tri phiếu bầu đã đăng ký                          | 3.023.506 | 51.74    | 3.128.349 | 54.34    |
| Nguồn: Central Electoral Commission (vòng một), Central Electoral Commission (vòng hai) |                              |                                                      |           |          |           |          |

Kết quả của Sandu theo quận, vòng một
Kết quả của Sandu theo khu vực, vòng hai
Kết quả của Stoianoglo theo khu vực, vòng một